# 美月凛音
美月 凛音（みづき りおん、1980年4月20日 - ）は日本のプロレスラー、俳優。本名：清水 一星（しみず いっせい）。

## 歴史
歌舞伎町のホストクラブ「Romance」でホストとなり、2007年から2009年の3年連続で年間NO.1として伝説を残した。
2007年6月8日、RING7にてプロレスデビュー。2009年は主にDDTプロレスリングとKAIENTAI DOJO、アキバプロレスに参戦。
2010年1月13日の契約更改にて、正式にDDT所属となった。
福岡県立小倉高校を経て、明治大学商学部卒業後、舞台等に出演し俳優として活動していた。特撮ヒーロー番組のファンであった為、ヒーローになるべくレスラーを目指すが俳優兼レスラーではキャラクターが弱いと感じ、丁度スカウトされたホストとなりホストというキャラクターを得た。
デビュー戦のRING7や、2007年9月23日DDT『Who's Gonna Top？ 2007』に参戦した際にはホストキャラを活かしたシャンパンタワーのパフォーマンスを行った。
また、宅地建物取引士試験に合格しており、父親の他界後、家業である不動産業の経営を引継ぎ、代表取締役に就任した。
2012年、武道館ピーターパンより、リングネームを「美月凛音」から「聖闘士凛音（セイントリオン）」に改めた。それと前後して入場曲を「ペガサス幻想」としている。
2013年12月、舞台で骨折しDDTでの興行は来年の3月あたりまで欠場。なお名義は美月凛音と聖闘士凛音と使い分けている。
2014年4月、地元福岡大会で復帰。
2015年4月、DDT契約更改において契約満了により退団。プロレスラーとしてはフリーでの活動となる。
5月22日、吉祥寺でひったくり犯を取り押さえる。また4年前には万引き犯を取り押さえたことも判明した。
10月20日、歌舞伎町プロレスを旗揚げ。
2016年1月31日、東京スポーツ文化館で行われたアパッチプロレス軍で、MIKAMIと組んで初のベルト挑戦となるWEWタッグ王座の4WAY戦に挑みMIKAMIが勝利して王座初戴冠。

## 得意技
美月サルトプレス
- フルネルソンスープレックス
- ジャーマンスープレックス

## タイトル歴
- WEWタッグ王座
- WEWジュニアヘビー級王座
- レッスルブレインジュニアヘビー級王座
- レッスルブレインカップ王座

## CD
清水一星の名義
- 今宵こがれ
- 蒼い惑星

美月凛音の名義
- ペガサス幻想ユーロバージョン
- 咲耶姫

## メディア出演

### テレビ
- 非公認戦隊アキバレンジャー（BS朝日、TOKYO MX）
- ホーリーランド（テレビ東京）
- 清水一星の青春放浪記（J-COM）
- ZIP!（日本テレビ）
- スクール革命!（日本テレビ）
- ナカイのマド（日本テレビ）
- たけしのニッポンのミカタ!（テレビ東京）
- すごい会議!（日本テレビ）
- 1億3千万人の法則（TBS）
- ウソホンティ（フジテレビ）
- スッキリ!!（日本テレビ）
- どれどれトーク（日テレG+）
- へいきんFACE（TBS）
- くちこみジョニー（日本テレビ）
- 『ぷっ』すま（テレビ朝日）

### ラジオ
- 漢氣戦士リュウジリオン（HiBiKi Radio Station）
- イケ☆バン（文化放送）
- 清水一星のStarGate（FMカロス）

### 映画
- シルバーホストG（吉本興業）
- 青春5（ショートムービー）

### 舞台
- 新選組〜新章〜（別世界カンパニー）
- ひみつきち（横浜赤レンガ劇場）
- 銀座ロマン（銀座博品館劇場）

### PV
- SUPER WELCOME PARTY（GLAY）

### CF
- UNIST 3rdシングル（avex）

### DVD
- 美月凛音の方程式（FORZ）

### 写真集
- Romanece...from20o`clock（MAKE HOST）
- CLUB Rmance 2007（土井一秀）

### 広告モデル
- カジュアルハウス306
- マンダムGATSBYイメージボーイ
- VAPEリキッド「CRITICAL MIDNIGHT（クリティカルミッドナイト）」愛する○○を守るならVAPEだろ!!!「愛する自分を守るなら」編（MK Lab）（2017年12月 - ）[4]

### インターネット配信
- 指原莉乃&ブラマヨの恋するサイテー男総選挙（AbemaSPECIAL）（2017年8月22日 - ） - レギュラー出演

## 歌舞伎町プロレス
歌舞伎町プロレス（かぶきちょうプロレス）は、日本のプロレス団体。

### 歴史
- 2015年8月、美月が設立。
- 10月20日、新宿FACEで旗揚げ戦を開催。

### 所属選手
- 美月凛音